# Ambel (Isère)
Ambel is een gemeente in het Franse departement Isère (regio Auvergne-Rhône-Alpes) en telt 18 inwoners (2013). De plaats maakt deel uit van het arrondissement Grenoble.

## Geografie
Ambel ligt in het Zuidelijke deel van het departement Isère, op de grens van Hautes Alpes.
Het ligt op een smal plateau noordelijk van de berg Le Faraut, aan de oostgrens van het Dévoluy massief.
Ambel kijkt uit over het stuwmeer Lac du Sautet.
De oppervlakte van Ambel bedraagt 4,8 km², de bevolkingsdichtheid is dus minder dan vier inwoners per km².
De onderstaande kaart toont de ligging van Ambel (Isère) met de belangrijkste infrastructuur en aangrenzende gemeenten.

## Geschiedenis
Ambel is al bekend aan het einde van de 8e eeuw, en behoort tot de oudste dorpen van Frankrijk. Het kasteel van Ambel was de woonplek van Aldradus en Léodda, de ouders van de monnik Eldrade, die in dit kasteel geboren is. De kerk in Ambel is gewijd aan de heilige Eldrade. Zijn feestdag is op 13 maart.

## Demografie
Onderstaande figuur toont het verloop van het inwonertal (bron: INSEE-tellingen).